# Base aérea Robins
Robins AFB é uma Região censo-designada localizada no estado americano de Geórgia, no Condado de Houston.

## Demografia
Segundo o censo americano de 2000, a sua população era de 3949 habitantes.

## Geografia
De acordo com o United States Census Bureau tem uma área de 7,1 km², dos quais 7,0 km² cobertos por terra e 0,1 km² cobertos por água.

## Localidades na vizinhança

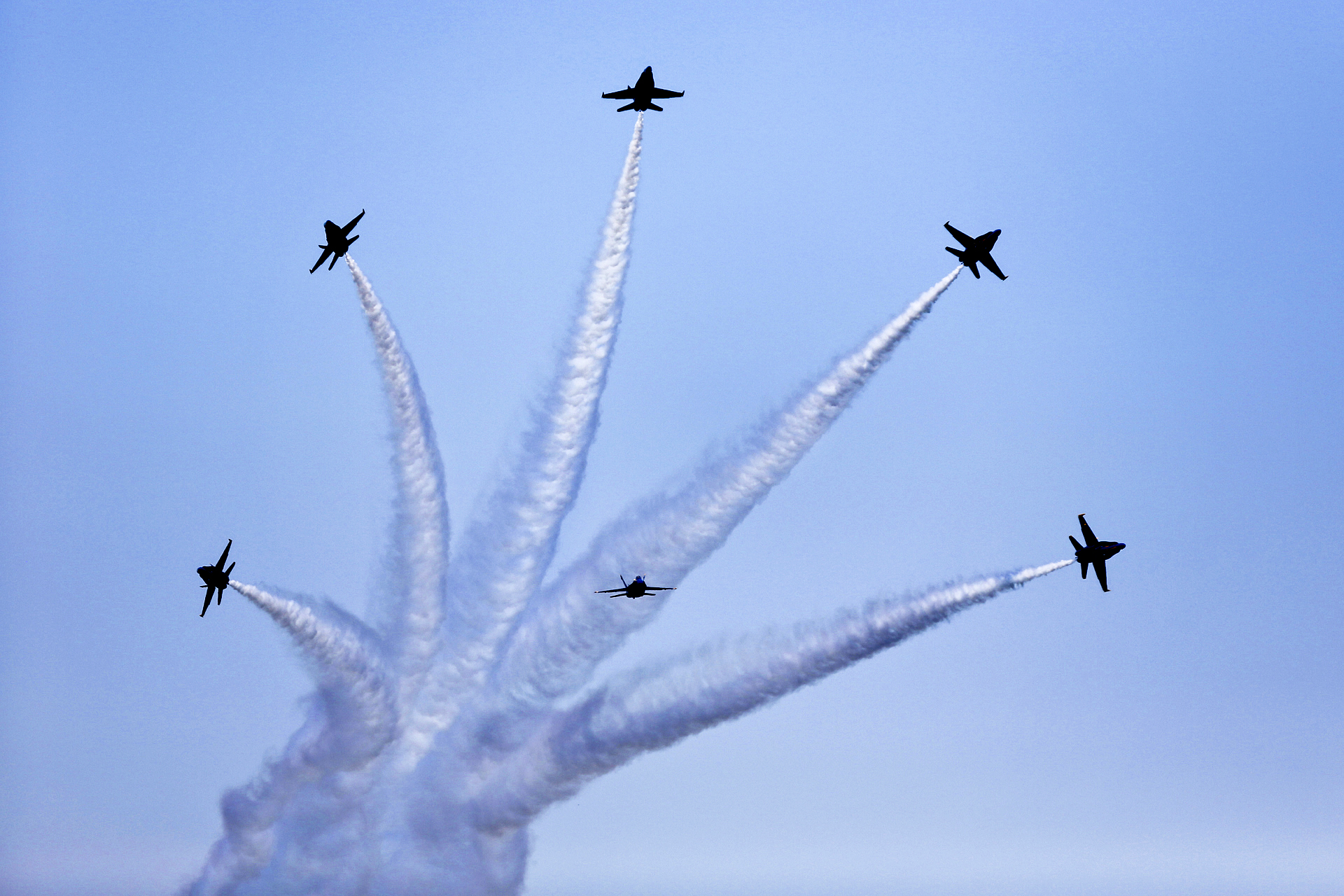
Caças F-18 da base.

O diagrama seguinte representa as localidades num raio de 28 km ao redor de Robins AFB.